# 薩蘭迪 (巴拉那州)

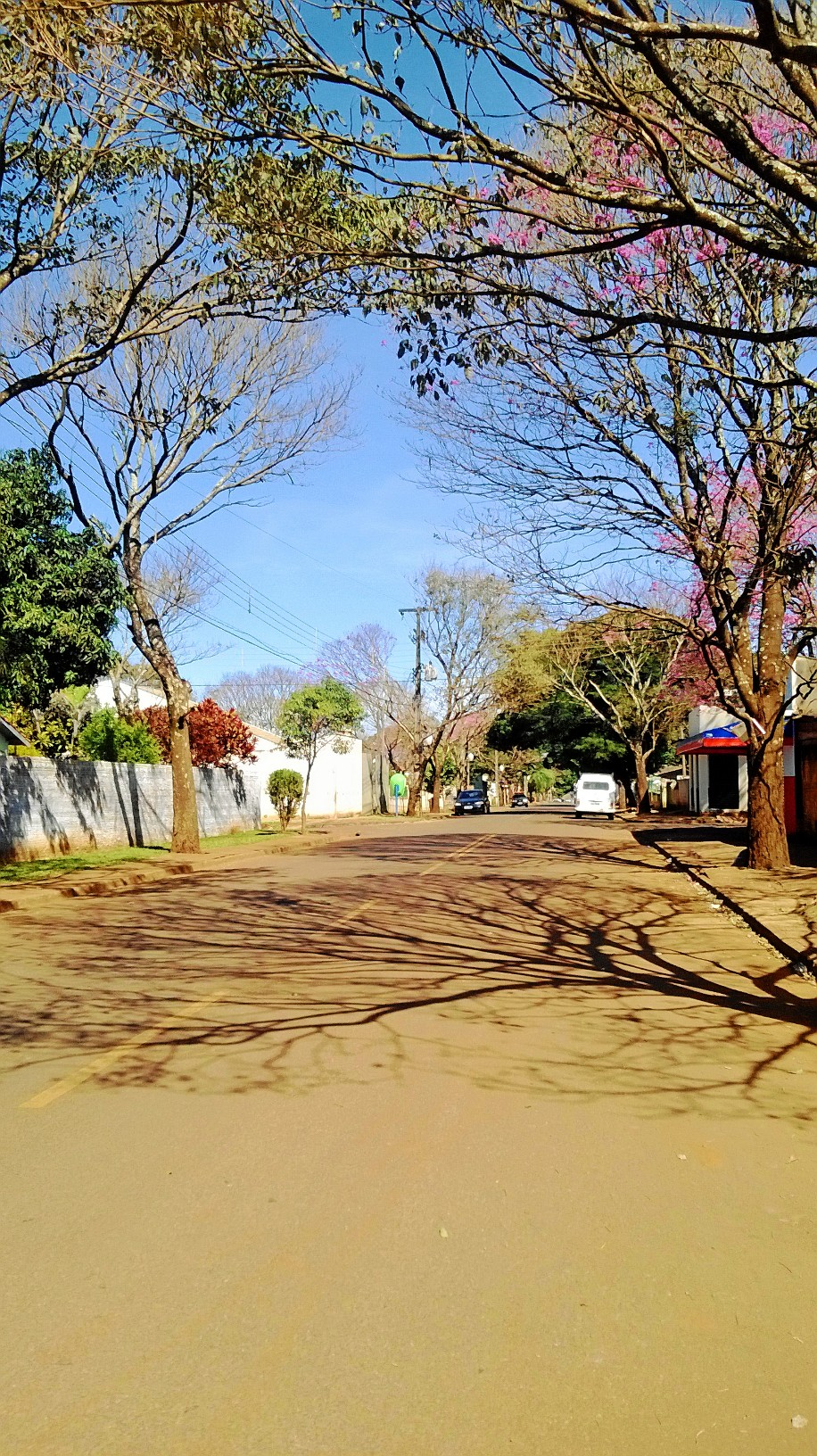
薩蘭迪

薩蘭迪（葡萄牙語：Sarandi），是巴西的城鎮，位於該國南部，由巴拉那州負責管轄，始建於1981年10月14日，面積103平方公里，海拔高度592米，2010年人口82,847，人口密度每平方公里800.74人。